# Synagoge (Uffheim)

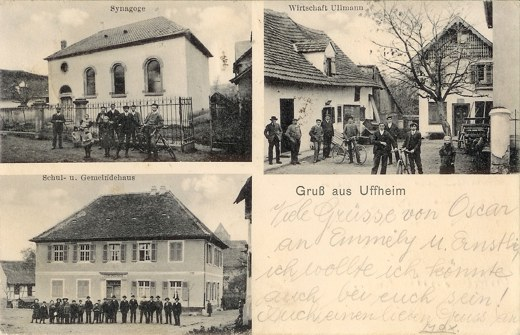
Ansichtskarte von Uffheim mit der Synagoge (oben links)

Die Synagoge in Uffheim, einer französischen Gemeinde im Département Haut-Rhin der historischen Region Elsass, wurde 1899 errichtet. Die profanierte Synagoge befindet sich an der Nr. 6 rue Camille Roche.
Nach 1945 wurde das Synagogengebäude zu einem bis heute bestehenden Wohnhaus umgebaut.